# Језеро Сарома
Језеро Сарома (јап. サロマ湖) је слано језеро у Јапану у префектури Хокаидо треће по површини у Јапану и највеће на Хокаиду. 
Назив потиче од речи језика народа Аину saruomahetsu, што значи место са много Miscanthus траве.
Од 1986. године, на обали језера Сарома одржава се 100-км ултрамаратон.